# Walter Suermann
Walter Suermann (* 2. August 1939 in Kassel) ist ein deutscher Lokalpolitiker der CDU und Rechtsanwalt. Von 1980 bis 1986 war er Oberbürgermeister der hessischen Großstadt Offenbach am Main.

## Werdegang
Nach einem Jurastudium promovierte Suermann 1971 an der Georg-August-Universität in Göttingen mit einer Arbeit zum Thema Verwaltungsrechtsschutz in der DDR. In den 1970er-Jahren war er Stadtdirektor in Lehrte.
1980 wurde Suermann als erster und bis heute einziger Christdemokrat zum Oberbürgermeister von Offenbach am Main gewählt (Stand: November 2015). Seine Wiederwahl 1986 wurde 1987 nach anderthalb Jahren durch das Verwaltungsgericht für ungültig erklärt, weil ein Stimmzettel beim Stand von 35:35 nicht eindeutig ausgefüllt war. Die Amtszeit Suermanns in Offenbach am Main ist durch den Beschluss zum Wiederaufbau des Büsing-Palais sowie die Entscheidung zur Errichtung des City-Tunnel Offenbach geprägt.
Nach seiner Zeit als Oberbürgermeister war Suermann als Rechtsanwalt tätig. Zudem war er geschäftsführendes Vorstandsmitglied der Umweltstiftung WWF Deutschland. Von 1991 bis 1995 half er in Thüringen beim Aufbau neuer kommunaler Strukturen.

## Sonstiges
Suermann war von 1962 bis 1964 Mitglied der Gruppe Fuchs, welche zum Zwecke der Fluchthilfe mehrere Tunnel von West- nach Ost-Berlin grub. Mit dem Tunnel 57 errichtete die Gruppe den längsten Fluchttunnel. Suermann diente der Gruppe vor allem als Personal- und Finanzbeschaffer bei Spitzenpolitikern, prominenten Rechtsanwälten und Industriellen. Sein Motiv für die Tätigkeit war die Liebe zu einer Frau aus Ostberlin.
Suermann ist verheiratet und hat zwei Töchter. Seit 1960 ist er Mitglied der katholischen Studentenverbindung AV Palatia Göttingen.